# Nucleus fastigii
De nucleus fastigii is een verzameling neuronen in het centrale zenuwstelsel. De kern van grijze stof ligt diep in de witte stof van het cerebellum.
De nucleus fastigii is een van de vier diepe kernen in het cerebellum, naast de nucleus interpositus (bestaande uit de nucleus emboliformis en de nucleus globosus) en de nucleus dentatus. De nucleus fastigii is kleiner dan de dentatus, maar groter dan de twee nuclei interpositi.
De kern wordt van informatie voorzien door purkinjecellen in de vermis van het cerebellum en projecteert naar de nuclei vestibulares, die horen bij de nervus vestibulocochlearis en belangrijk zijn voor de evenwichtszin.